# Ваза (национальный парк)
Ваза (фр. Parc national de Waza) — национальный парк и биосферный резерват на севере Камеруна.

## Физико-географическая характеристика
Парк расположен восточнее одноимённого населённого пункта и находится менее чем в 10 км от границы с Нигерией и Чадом. Западнее парка проходит дорога Maroua-Kousséri, а восточнее и северо-восточнее парка находятся затопляемые луга Logone.
В основном парк представляет собой равнину с глинистой почвой на высоте 300 метров над уровнем моря, к деревне Уаза высота достигает 500 метров. В то же время, южная и западная часть парка характеризуется песчаной почвой.
В базе данных всемирной сети биосферных резерватов указаны следующие координаты центра: 11°18′ с. ш. 14°45′ в. д., общая площадь составляет 1700 км² и не разделена на зоны. Вместе с тем, площадь национального парка составляет 1407 км².

## Флора и фауна
Национальный парк находится в переходной зоне между саванной и сахелем. На северо-востоке расположены затопляемые луга с такими видами как Echinochloa pyramidalis, Oryza longistaminata, реже встречаются Hyparrhenia rufa и Vetiveria nigritana. Песчаники на юге и западе парка дали приют Sclerocarya birrea и Anogeissus leiocarpus. Деревья представлены такими видами как Tamarindus indica и Balanites aegyptiaca.
В национальном парке обитают такие редкие виды крупных млекопитающих как Gazella rufifrons и Damaliscus lunatus korrigum. Кроме того, водится около 1300 особей Саванного слона Loxodonta africana, а также Жирафа (Giraffa camelopardalis), трубкозуб (Orycteropus afer) и африканский бородавочник (Phacochoerus aethiopicus).
На территории парка и прилегающим к нему равнинам водится 379 видов птиц, некоторые из которых наблюдались лишь однажды. К редким видам относятся Marmaronetta angustirostris, Aythya nyroca, Aquila clanga, Falco naumanni, Neotis nuba. Кроме того, в парке водятся Ortyxelos meiffrenii, Ardeotis arabs, Struthio camelus, Dendrocygna viduata, Balearica pavonina.

## Взаимоотношение с человеком
В 1937 году на территории парка появился охотничий резерват. В 1968 году было объявлено о создании национального парка, а в 1979 — биосферного резервата. Долгое время парк хорошо обслуживался, существовали совместные проекты с Всемирным фондом дикой природы. Ситуация изменилась в 1979 году со строительством дамбы Maga dam в 25 км южнее парка. Из-за дамбы существенно сократилась площадь затопляемых территорий, что привело к изменению растительного мира, а за ним и сокращению численности антилоп. Проект по восстановлению территорий был запущен в 1994 году.
Парк открыт с 15 ноября по 15 июня. На территории парка отсутствуют гостиницы и места для кемпинга.